# EN 50436
EN 50436 bezeichnet Europäische Normen für Alkohol-Zündschlosssperren (Synonym Alkohol-Interlock).
Ein Alkohol-Interlock ist ein aus einem Atemalkoholmessgerät und einer Wegfahrsperre bestehendes System, das sich ohne Schwierigkeiten in Motorfahrzeuge wie Personenkraftwagen, Busse, Taxis, Gefahrguttransporter, Lastwagen, Straßenbahnen, Züge, Motorräder, Boote oder Schneemobile einbauen lässt. Bevor der Fahrzeugmotor gestartet oder das Fahrzeug bewegt werden kann, muss eine Atemprobe in das Alkohol-Interlock abgegeben werden, was normalerweise durch ein Mundstück erfolgt. Sobald die Atemalkoholbestimmung erfolgt ist, hindert das Alkohol-Interlock Fahrer am Starten des Motors, wenn ihre Alkoholkonzentration über einem vorher festgelegten Grenzwert liegt. Dieser Grenzwert kann auf den gesetzlich festgelegten Grenzwert eines jeweiligen Landes oder darunter eingestellt werden.
Ein Alkohol-Interlock besteht aus zwei wesentlichen Komponenten: dem Atemalkohol-Messgerät mit dem Messsystem und einem Mundstück, das sich im Innenraum des Fahrzeugs befindet, sowie dem Steuergerät, das in der Regel unter dem Armaturenbrett installiert wird und die Stromzufuhr zum Anlasserrelais des Fahrzeugs freischaltet bzw. blockiert.
Es gibt mehrere Anwendungsbereiche, in denen Alkohol-Interlocks eingesetzt werden können:
- eingebaut in ein Fahrzeug als allgemein präventive Maßnahme zur Erhöhung der Verkehrssicherheit, auf freiwilliger Basis oder gesetzlich in bestimmten Fahrzeugen gefordert (z. B. Fahrzeuge für Kindertransport), oder
- in Fahrzeugen, für die sie von einem Gericht oder einer Verwaltungsbehörde als Bestandteil eines Programms für alkoholauffällige Kraftfahrer angeordnet wurden, oder
- bei Personen, die an einem medizinischen oder einem Rehabilitationsprogramm teilnehmen.

## Normenreihe EN 50436
Die Reihe der Europäischen Normen EN 50436 „Alkohol-Interlocks - Prüfverfahren und Anforderungen an das Betriebsverhalten“ wird seit dem Jahr 2003 vom Komitee BTTF 116-2 „Alkohol-Interlocks“ des Europäischen Komitees für elektrotechnische Normung (CENELEC) erstellt. Die Mitglieder wurden von den nationalen Normungsorganisationen aus zahlreichen europäischen Ländern benannt. Sie vertreten Ministerien, Straßenverkehrsbehörden, Verkehrssicherheitsorganisationen, Gewerkschaften, Prüflaboratorien sowie Hersteller von Alkohol-Interlocks und von Kraftfahrzeugen. Das Sekretariat des Komitees wird von der Deutschen Kommission Elektrotechnik Elektronik Informationstechnik (DKE) organisiert.
Das Komitee hat unter dem Vorsitz von Johannes Lagois und seit 2016 von Stefan Morley die Reihe EN 50436 europäischer Normen erarbeitet, deren Erfüllung inzwischen in Gesetzen und Verordnungen mehrerer europäischer Länder als technische Anforderung für den Einsatz von Alkohol-Interlocks gefordert wird.
Die Reihe EN 50436 legt die Prüfverfahren und wesentlichen Anforderungen an das Betriebsverhalten für Alkohol-Interlocks fest und gibt Behörden, Entscheidern, Käufern und Nutzern einen Leitfaden an die Hand. Ferner beschreibt sie die Anforderungen an Kraftfahrzeuge zum Einbau von Alkohol-Interlocks.
Die Normen können über die nationalen Normungsorganisationen, die Mitglieder von CENELEC sind, in den drei Sprachfassungen Deutsch, Englisch und Französisch käuflich erworben werden.

## EN 50436-1
Alkohol-Interlocks – Prüfverfahren und Anforderungen an das Betriebsverhalten – Teil 1: Geräte für Programme mit Trunkenheitsfahrern
- 1. Ausgabe: November 2005
- Corrigendum zur 1. Ausgabe: Juni 2009 (französischer Titel geändert)
- 2. Ausgabe: Januar 2014

Diese Europäische Norm legt Prüfverfahren und Anforderungen an das Betriebsverhalten für atemalkohol-gesteuerte Alkohol-Interlocks fest. Sie behandelt Alkohol-Interlocks, die als Bewährungsauflage für den Einsatz in Programmen für Trunkenheitsfahrer als auch in Programmen, die in ähnlicher Weise überwacht oder beaufsichtigt werden, vorgesehen sind.
Diese Europäische Norm gilt auch für Alkohol-Interlocks, die in andere Steuersysteme des Fahrzeugs integriert sind, als auch für mit dem Alkohol-Interlock verbundene Zusatzgeräte.
Diese Europäische Norm richtet sich mit ihren technischen Details hauptsächlich an Prüflaboratorien und Hersteller von Alkohol-Interlocks. Sie legt Anforderungen und Prüfverfahren für die Typprüfung fest.
Die wesentlichen in dieser Norm beschriebenen sehr umfangreichen Prüfungen und Anforderungen umfassen:
- Messgenauigkeit der Alkohol-Konzentration,
- Umweltprüfungen mit verschiedenen Umgebungstemperaturen und Umgebungsfeuchte,
- Prüfung der Zeitdauer bis zur Betriebsbereitschaft,
- Haltbarkeitsprüfungen mit Schwingen und Fallen,
- Maßnahmen gegen Umgehung und Manipulation,
- Einfluss anderer ausgeatmeter Gase als Alkohol,
- Langzeitverhalten,
- elektrische Prüfungen zur Versorgungsspannung und zur Haltbarkeit bei Kurzschluss,
- elektromagnetische Verträglichkeit und elektrische Störungen,
- Inhalt der Installations- und der Gebrauchsanleitung.

Die 2. Ausgabe wurde gegenüber der 1. Ausgabe grundlegend überarbeitet, der Umfang der Prüfungen deutlich erweitert sowie die Anforderungen verschärft.
Die 2. Ausgabe schließt jetzt auch Zusatzgeräte des Alkohol-Interlocks ein, die vom Hersteller als Bestandteil des Alkohol-Interlock-Systems zugelassen sind und die für den Einsatz im Fahrzeug während des Betriebs vorgesehen sind. Dies sind zum Beispiel Kameras oder GPS-Systeme, die zu den Ereignisdaten des Alkohol-Interlocks in Bezug stehende Daten erzeugen, als auch Zusatzgeräte, die Daten für Programme mit Trunkenheitsfahrern handhaben oder übertragen.
Der Inhalt und die Anforderungen beruhen auf der Erfahrung mit und den Notwendigkeiten von Programmen mit Trunkenheitsfahrern in verschiedenen Ländern über mehrere Dekaden. Deshalb sollten Alkohol-Interlocks, die in Programmen mit Trunkenheitsfahrern eingesetzt werden, entsprechend dieser Europäischen Norm geprüft sein und ihre Anforderungen erfüllen.

## EN 50436-2
Alkohol-Interlocks – Prüfverfahren und Anforderungen an das Betriebsverhalten – Teil 2: Geräte mit Mundstück zur Messung des Atemalkohols für den allgemein-präventiven Einsatz
- 1. Ausgabe: Dezember 2007
- Corrigendum zur 1. Ausgabe: Juni 2009 (französischer Titel geändert)
- 2. Ausgabe: Januar 2014
- Änderung A1 zur 2. Ausgabe: März 2015

Diese Europäische Norm legt Prüfverfahren und Anforderungen an das Betriebsverhalten für atemalkohol-gesteuerte Alkohol-Interlocks fest, die für den allgemein-präventiven Einsatz vorgesehen sind.
Diese Europäische Norm gilt auch für Alkohol-Interlocks, die in andere Steuersysteme des Fahrzeugs integriert sind, als auch für mit dem Alkohol-Interlock verbundene Zusatzgeräte.
Diese Europäische Norm richtet sich mit ihren technischen Details hauptsächlich an Prüflaboratorien und Hersteller von Alkohol-Interlocks. Sie legt Anforderungen und Prüfverfahren für die Typprüfung fest.
Die 2. Ausgabe wurde gegenüber der 1. Ausgabe grundlegend überarbeitet, der Umfang der Prüfungen erweitert sowie die Anforderungen verschärft. In der 2. Ausgabe der EN 50436-2 ist die EN 50436-1 die Grundnorm, und der Text des Teils 2 beschreibt nur die Unterschiede in den Anforderungen im Vergleich zu Teil 1.
Die wesentlichen Unterschiede in den Prüfungen und Anforderungen des Teils 2 im Vergleich zu Teil 1 sind die folgenden:
- der geforderte Temperaturbereich, in dem das Alkohol-Interlock ordnungsgemäß funktionieren und messen muss, beträgt −20 °C bis 70 °C (anstatt −40 °C bis 85 °C);
- die Anforderung an die Messgenauigkeit bei hohen Alkoholkonzentrationen (ab 0,75 mg/l) ist reduziert;
- die Ausrüstung mit einem Datenspeicher ist optional.

In der Änderung A1 wird genauer als in der ursprünglichen 2. Ausgabe festgelegt, welche anschließbaren Zusatzgeräte des Alkohol-Interlocks geprüft werden müssen.

## EN 50436-3
Alkohol-Interlocks – Prüfverfahren und Anforderungen an das Betriebsverhalten – Teil 3: Leitfaden für Behörden, Entscheider, Käufer und Nutzer
- 1. Ausgabe: Juli 2010, veröffentlicht als Technischer Report CLC/TR 50436-3
- 2. Ausgabe: Dezember 2016

Dieser Leitfaden für Behörden, Regierungen, politische Entscheider, Transportfirmen, Käufer, Gewerkschaften und Nutzer enthält zahlreiche Empfehlungen für einen Personenkreis, der am Einsatz von Alkohol-Interlocks interessiert ist. Er ist jedoch nicht verpflichtend und enthält keinerlei Anforderungen.
Zweck dieses Leitfadens in der Reihe der europäischen Normen zu Alkohol-Interlocks ist es, eine praktische Anleitung zu Auswahl, Einbau, Einsatz und Wartung von Alkohol-Interlocks zu geben. Er richtet sich an all jene, die an Alkohol-Interlocks interessiert sind, an Firmen, die Alkohol-Interlocks vertreiben und einbauen, sowie an Käufer und Nutzer beim gewerblichen, beruflichen als auch privaten Einsatz. Die Europäische Norm liefert detaillierte Informationen zum Alkohol-Interlock und wie dieses Gerät anzuwenden ist.
Diese Europäische Norm beschreibt Alkohol-Interlocks zur Nutzung in Fahrzeugen als allgemein präventive Maßnahme für die Verkehrssicherheit sowie zur Nutzung in Programmen für Trunkenheitsfahrer. Die gegebenen Informationen können jedoch auch für Alkohol-Interlocks in anderen Anwendungen von Nutzen sein.
Die 2. Ausgabe wurde gegenüber der 1. Ausgabe grundlegend überarbeitet. Neben der Anwendung von Alkohol-Interlocks als Präventionsmaßnahme wird auch ausführlicher auf die Anwendung in Programmen für alkoholauffällige Kraftfahrer eingegangen, zum Beispiel mit der Beschreibung der grundlegenden Schritte eines solchen Programms. Ferner enthält die 2. Ausgabe eine Zusammenstellung typischer Parametereinstellungen der Geräte.

## EN 50436-4
Alkohol-Interlocks – Prüfverfahren und Anforderungen an das Betriebsverhalten – Teil 4: Verbindung zwischen dem Alkohol-Interlock und dem Fahrzeug
- 1. Ausgabe: März 2007 veröffentlicht als Entwurf  prEN 50436-4, Projekt danach gestoppt
- Neuer Entwurf in Vorbereitung: seit Oktober 2014

Diese Europäische Norm legt die standardisierte Verbindung zwischen einem Alkohol-Interlock und dem Fahrzeug für einen nachträglichen Einbau fest. Sie beschreibt die Art der Stecker, die Festlegung der Steckerbelegung und die digitalen Informationen, die zwischen dem Fahrzeug und dem Alkohol-Interlock über einen LIN-Datenbus ausgetauscht werden.
Diese Europäische Norm ist sowohl für Alkohol-Interlocks für Programme mit Trunkenheitsfahrern (wie in EN 50436-1) als auch für Alkohol-Interlocks für den allgemein-präventiven Einsatz (wie in EN 50436-2) anwendbar.
Diese Europäische Norm richtet sich hauptsächlich an Fahrzeughersteller und an Hersteller von Alkohol-Interlocks.
Die als Entwurf veröffentlichte 1. Ausgabe basierte auf dem damaligen Stand der Technik. Da sich jedoch abzeichnete, dass sich in Zukunft eine Datenbusschnittstelle als die wesentlich bessere Lösung anbieten wird, wurde das Projekt zunächst gestoppt. Im Jahr 2014 wurde es zusammen mit der Entwicklung von Teil 7 wieder aufgenommen. Teil 4 wird dann die Details einer solchen Datenschnittstelle beschreiben.

## EN 50436-5
Alkohol-Interlocks – Prüfverfahren und Anforderungen an das Betriebsverhalten – Teil 5: Geräte zur Messung des Atemalkohols für den allgemein-präventiven Einsatz, die kein Mundstück besitzen und die mit Hilfe einer Kohlendioxid-Messung kompensieren
- Kein Entwurf veröffentlicht, Projekt gestoppt

Diese Europäische Norm sollte zusätzliche Prüfverfahren und Anforderungen an das Betriebsverhalten für Alkohol-Interlocks festlegen, bei denen auf die Benutzung eines (austauschbaren) Mundstücks verzichtet werden kann.
Bei einem solchen Gerät muss der Fahrer gegen einen Probenahmebereich an der Oberfläche des Alkohol-Interlocks pusten. Dabei wird jedoch die (eventuell Alkohol enthaltende) Atemluft durch Vermischung mit Umgebungsluft verdünnt. Zur Bestimmung der tatsächlichen Atemalkoholkonzentration sind Verfahren zur Kompensation der Verdünnung notwendig. Die Verdünnung kann zum Beispiel durch die gleichzeitige Messung der Kohlendioxidkonzentration bestimmt werden.
Im Laufe der Diskussion des Entwurfs der Europäischen Norm stellte sich jedoch heraus, dass der Gehalt von Kohlendioxid in der Ausatemluft abhängig von den physiologischen Gegebenheiten des Fahrers so stark schwanken kann, dass eine Bestimmung der Atemalkoholkonzentration mit der für den Einsatz in einem Alkohol-Interlock notwendigen Genauigkeit mit den zur Zeit einsetzbaren Techniken nicht möglich ist. Deshalb wurde das Projekt gestoppt.

## EN 50436-6
Alkohol-Interlocks – Prüfverfahren und Anforderungen an das Betriebsverhalten – Teil 6: Datensicherheit
- 1. Ausgabe: März 2015

Diese Europäische Norm legt zusätzliche Sicherheitsanforderungen für den Schutz und die Handhabung von Ereignisdaten fest, die im Datenspeicher von Alkohol-Interlocks aufgezeichnet werden und die ausgelesen, verarbeitet und an aufsichtführende Personen oder Organisationen übermittelt werden können.
Optionale Zusatzgeräte des Alkohol-Interlocks (z. B. Kameras oder GPS-Systeme), die im Bezug zu Ereignisdaten des Alkohol-Interlocks stehende Daten erzeugen, sowie Zusatzgeräte, die Daten für ein Programm mit Trunkenheitsfahrern handhaben oder übertragen, fallen auch unter diese Norm.
Diese Europäische Norm ist eine Ergänzung zu EN 50436-1 und EN 50436-2. Es muss durch die jeweils zuständige Behörde oder einen Fahrzeugflottenbetreiber entschieden werden, ob die Norm zusätzlich zu EN 50436-1, bzw. EN 50436-2 angewendet werden muss.
Diese Europäische Norm richtet sich hauptsächlich an Prüflaboratorien, Hersteller von Alkohol-Interlocks, gesetzgebende Behörden und Organisationen, die die Alkohol-Interlock-Ereignisdaten handhaben und nutzen.
Die Norm wurde auf Basis des holländischen „Protection Profile“ für Alkohol-Interlocks entwickelt, das unter der „Common Criteria for Information Technology Security Evaluation“ aufgeführt ist.

## EN 50436-7
Alkohol-Interlocks – Prüfverfahren und Anforderungen an das Betriebsverhalten – Teil 7: Einbaudokument
- 1. Ausgabe: Dezember 2016

Alkohol-Interlocks sind häufig für den Nachrüstungseinbau vorgesehen. Zu diesem Zweck werden sie mit den elektrischen Stromkreisen und den Steuerkreisen des Fahrzeugs verbunden. Dieser Einbau eines Alkohol-Interlocks sollte das ordnungsgemäße Betriebsverhalten des Fahrzeugs nicht störend beeinflussen, sollte die Betriebssicherheit und Sicherung des Fahrzeugs nicht beeinträchtigen, und sollte so einfach und schnell wie möglich durchführbar sein. Zusätzlich sollten die Einbaukosten im Vergleich zu den gesamten Kosten des Alkohol-Interlocks niedrig sein.
Deshalb ist es wünschenswert, ein vom Fahrzeughersteller erstelltes, standardisiertes Einbaudokument zur Verfügung zu haben, um den ein Alkohol-Interlock in ein bestimmtes Fahrzeugmodell einbauenden Monteuren die notwendigen Details zur Verfügung zu stellen.
Diese Europäische Norm legt den Inhalt und das Layout eines solchen Einbaudokuments fest. Es beschreibt ausführlich den Fahrzeugtyp, schematische Darstellungen für den Anschluss, Anleitungen für die Erreichbarkeit und Empfehlungen zur Vermeidung von Sicherheitsrisiken.
Diese Europäische Norm ist sowohl für Alkohol-Interlocks für Programme mit Trunkenheitsfahrern (wie in EN 50436-1) als auch für Alkohol-Interlocks für den allgemein-präventiven Einsatz (wie in EN 50436-2) anwendbar.
Diese Europäische Norm richtet sich hauptsächlich an Fahrzeughersteller und an Hersteller von Alkohol-Interlocks.
Die in der EN 50436-7 aufgelisteten technischen Anforderungen spiegeln die Anforderungen wieder, die durch andere Teile der Normenreihe oder dort zitierte Normen vorgegeben sind. Um die Anforderungen gemäß EN 50436-7 zu erfüllen, muss das Dokument als solches den Anforderungen der Norm genügen und offensichtlich müssen die geforderten Funktionalitäten ebenso vorhanden sein. Die wesentlichen Anforderungen sind in Tabelle C.1 aufgeführt, in der drei prinzipielle Installationsoptionen benannt sind. Für Fahrzeughersteller ist es verbindlich mindestens eine dieser Optionen bereitzustellen, um der EN 50436-4 zu genügen.
1. Die erste dieser Optionen ist die klassische oder traditionelle Art ein Alkohol-Interlock einzubauen. Dazu wird die Spannungsversorgung zwischen dem Zündschloss des Fahrzeugs und dem Anlasser unterbrochen. Das Alkohol-Interlock wird in Form eines Relais in den unterbrochenen Anlasserkreis eingefügt, um so die Stromzufuhr zum Anlasserrelais des Fahrzeugs freizuschalten bzw. zu blockieren.
2. Die zweite Option ist die semi-digitale Verbindung, bei der das Fahrzeug mit dem Alkohol-Interlock mittels fester Signalleitungen verbunden wird, die zu diesem Zweck im Fahrzeug verbaut werden und so die Unterbrechung von Fahrzeug (Anlasser-)Leitungen vermeiden.
3. Schließlich sieht die EN 50436-7 dann auch eine digitale Schnittstelle vor. Diese stellt die Verbindung zu einem internen Datenbus des Fahrzeugs dar, um damit Informationen zwischen dem Fahrzeug und dem Alkohol-Interlock auszutauschen. Die EN 50436-7 weist auf eine solche digitale Schnittstelle hin, die im vierten Teil der Reihe, also der EN 50436-4, genormt ist. Dieser Teil der Reihe wurde zuerst im Februar 2019 veröffentlicht und wird aktuell erweitert, um neben dem LIN-Bus auch den CAN-Bus zu berücksichtigen.

Die in der Tabelle C.1 aufgeführten vorgeschriebenen Werte, im Einzelnen die für Strom und Spannung, spiegeln die Mindestanforderungen an Alkohol-Interlocks gemäß EN 50436-1 wieder und sind daher verbindlich für den traditionellen und den semi-digitalen Einbau. In den Fällen, in denen ein Einbau mittels EN 50436-4 gewählt wird, gelten die Strom- und Spannungsanforderungen aus der EN 50436-4, weil in diesem Fall beide Seiten der Schnittstelle, das Fahrzeug und das Alkohol-Interlock, nach EN 50436-4 zertifiziert sein müssen.
Es muss hier erwähnt werden, dass die Nutzung der EN 50436-4 durch die EN 50436-7 nicht vorgeschrieben wird. Dies würde im Prinzip andere, proprietäre Lösungen der Automobilhersteller ermöglichen. Proprietäre Lösungen dürfen aber offensichtlich nicht den Anforderungen an Alkohol-Interlocks, wie sie in der Reihe EN 50436 vorgegeben sind, widersprechen. Weiterhin müssen dann derartige Lösungen mitsamt ihren zugehörigen Prüfplänen im Installationsdokument gemäß EN 50436-7 vollständig veröffentlicht und beschrieben werden sowie die Strom- und Spannungsanforderungen an die traditionelle Einbauweise erfüllen.
Somit wird die Wahl dieser Schnittstelle dringend empfohlen, da die EN 50436-4 bereits eine standardisierte digitale Schnittstelle, die die Nachrüstung von Alkohol-Interlock Geräten in motorisierte Fahrzeuge erleichtert, bereitstellt.
In der Europäischen Union wurde erkannt, dass der in modernen Fahrzeugen schwieriger werdende nachträgliche Einbau eines Alkohol-Interlocks eine zunehmende Hürde für den Einsatz von Alkohol-Interlocks darstellt. Deshalb ist vorgesehen, die Erstellung eines Einbaudokuments durch den Fahrzeughersteller entsprechend EN 50436-7 im Rahmen der Typzulassung für Kraftfahrzeuge verbindlich vorzuschreiben.